# Labarthe-Inard
Labarthe-Inard (okzitanisch Era Barta d’Inard) ist eine französische Gemeinde mit 872 Einwohnern (Stand: 1. Januar 2022) im Département Haute-Garonne in der Region Okzitanien; sie ist Teil des Arrondissements Saint-Gaudens und des Kantons Saint-Gaudens. Die Einwohner werden Inardais genannt.

## Geografie
Labarthe-Inard liegt etwa 72 Kilometer südwestlich von Toulouse in der historischen Provinz Comminges am Fuß der Pyrenäen und am Ufer der Garonne. Im Norden verläuft ihr späterer Zufluss Soumès. Umgeben wird Labarthe-Inard von den Nachbargemeinden Saint-Médard im Norden, Beauchalot im Osten, Montespan im Süden und Südosten, Pointis-Inard im Süden und Südwesten, Estancarbon im Westen sowie Savarthès im Westen und Nordwesten.

## Bevölkerungsentwicklung
| Jahr                       | 1962 | 1968 | 1975 | 1982 | 1990 | 1999 | 2006 | 2017 |
| -------------------------- | ---- | ---- | ---- | ---- | ---- | ---- | ---- | ---- |
| Einwohner                  | 522  | 559  | 590  | 614  | 762  | 781  | 825  | 852  |
| Quellen: Cassini und INSEE |      |      |      |      |      |      |      |      |

## Sehenswürdigkeiten
- Kirche Saint-Cirice aus dem 18. Jahrhundert
- Kapelle Saint-Genest

Siehe auch: Liste der Monuments historiques in Labarthe-Inard